# Delphinium barlykense
Delphinium barlykense là một loài thực vật có hoa trong họ Mao lương. Loài này được Lomon. & Khanm. mô tả khoa học đầu tiên năm 1985.